# Liste der Erzbischöfe von Westminster
Die folgenden Personen waren Bischof von Westminster, Apostolische Vikare in London und ab 1850 Erzbischöfe des katholischen Erzbistums Westminster:

## Reformationszeit
- 1540–1550 Thomas Thirlby
Heinrich VIII. gab Thirlby nach der Trennung der englischen Kirche von Rom dieses neu geschaffene Amt mit der Kathedrale Westminster Abbey; es wurde nach 1550 nicht wieder besetzt. Dieses Bistum Westminster war also anglikanisch. Später trug Thirlby die Rekatholisierungspolitik Marias I. mit, jedoch als Bischof von Norwich und Ely.

## Apostolisches Vikariat
- 1623–1624 William Bishop (Titularbischof von Chalcedon und erster Apostolischer Vikar)
- 1624–1632 Richard Smith (Titularbischof von Chalcedon)
- 1685–1702 John Leyburn
- 1703–1734 Bonaventure Giffard
- 1734–1758 Benjamin Petre OSB
- 1758–1781 Richard Challoner
- 1781–1790 James Robert Talbot
- 1790–1812 John Douglass
- 1812–1827 William Poynter
- 1827–1836 James Yorke Bramston (Sein Koadjutorbischof, mit dem Recht der Nachfolge, war ab 1828 Robert Gradwell, der 1833 verstarb, bevor er die Nachfolge antreten konnte.)
- 1836–1847 Thomas Griffiths
- 1848–1849 Thomas Walsh
- 1849–1850 Nicholas Patrick Stephen Wiseman (letzter Vikar)

## Erzbistum Westminster
- 1850–1865 Nicholas Patrick Stephen Wiseman (erster Erzbischof ab 1850)
- 1865–1892 Henry Edward Manning
- 1892–1903 Herbert Vaughan (auch Bischof von Salford)
- 1903–1934 Francis Alphonsus Bourne (auch Bischof von Southwark)
- 1935–1943 Arthur Hinsley
- 1943–1956 Bernard William Griffin
- 1956–1963 William Godfrey (auch Erzbischof von Liverpool)
- 1963–1975 John Carmel Heenan (auch Bischof von Leeds und Erzbischof von Liverpool)
- 1975–1999 Basil Hume OSB
- 2000–2009 Cormac Murphy-O’Connor
- seit 2009 Vincent Nichols